# Virginio De Paoli
Virginio De Paoli (Certosa di Pavia, Provincia de Pavía, Italia, 22 de junio de 1938-Brescia, Provincia de Brescia, Italia, 24 de agosto de 2009) fue un futbolista y director técnico italiano. Se desempeñaba en la posición de delantero.

## Selección nacional
Fue internacional con la selección de fútbol de Italia en 3 ocasiones y marcó 1 gol. Debutó el 18 de junio de 1966, en un encuentro ante la selección de Austria que finalizó con marcador de 1-0 a favor de los italianos.

## Clubes

### Como futbolista
| Club           | País   | Año         |
| -------------- | ------ | ----------- |
| U. S. Novese   | Italia | 1957 - 1958 |
| A. S. Varese   | Italia | 1958 - 1959 |
| A. C. Pisa     | Italia | 1959 - 1960 |
| Unione Venezia | Italia | 1960 - 1961 |
| Brescia Calcio | Italia | 1961 - 1966 |
| Juventus F. C. | Italia | 1966 - 1968 |
| Brescia Calcio | Italia | 1968 - 1972 |

### Como entrenador
| Club             | País   | Año         |
| ---------------- | ------ | ----------- |
| S. P. Tharros    | Italia | 1974 - 1976 |
| Frosinone Calcio | Italia | 1977        |

## Palmarés

### Campeonatos nacionales
| Título  | Club           | País   | Año     |
| ------- | -------------- | ------ | ------- |
| Serie B | Unione Venezia | Italia | 1960-61 |
| Serie B | Brescia Calcio | Italia | 1964-65 |
| Serie A | Juventus F. C. | Italia | 1966-67 |